# Brit Awards 1985
Les Brit Awards 1985 ont lieu le 11 février 1985 au Grosvenor House Hotel à Londres. Il s'agit de la 5e cérémonie des Brit Awards dont le nom officiel est alors BPI Awards. Elle est présentée par Noel Edmonds et retransmise en direct à la télévision sur la chaîne BBC One et simultanément sur la station de radio BBC Radio 1.
Trois catégories font leur apparition : Meilleure vidéo britannique, Meilleure bande originale de film et Meilleur disque de comédie. C'est la seule année où apparaît cette dernière catégorie qui est décernée à l'acteur Nigel Planer pour son interprétation de Hole in My Shoe (en) (une chanson du groupe Traffic) sous le nom de Neil, personnage qu'il incarne dans la série télévisée Les Branchés débranchés (The Young Ones). 
Le vainqueur de la catégorie Révélation britannique a été désigné par un vote des auditeurs de BBC Radio 1.

## Interprétations sur scène
Plusieurs chansons sont interprétées lors de la cérémonie :
- Alison Moyet : All Cried Out
- Bronski Beat : Smalltown Boy
- Howard Jones : What Is Love
- Nik Kershaw : Wouldn't It Be Good
- Tina Turner : What's Love Got to Do with It

## Palmarès
Les lauréats apparaissent en caractères gras.

### Meilleur album britannique
- Diamond Life de Sade
  - Welcome to the Pleasuredome de Frankie Goes to Hollywood
  - Human Racing de Nik Kershaw
  - The Works de Queen
  - The Unforgettable Fire de U2

### Meilleur single britannique
- Relax de Frankie Goes to Hollywood
  - Smalltown Boy de Bronski Beat
  - Two Tribes de Frankie Goes to Hollywood
  - Smooth Operator de Sade
  - Careless Whisper de George Michael

### Meilleur artiste solo masculin britannique
- Paul Young
  - David Bowie
  - Howard Jones
  - Nik Kershaw
  - Paul McCartney

### Meilleure artiste solo féminine britannique
- Alison Moyet
  - Annie Lennox
  - Sade
  - Tracey Ullman
  - Kim Wilde

### Meilleur groupe britannique
- Wham!
  - Bronski Beat
  - Frankie Goes to Hollywood
  - Queen
  - U2

### Meilleure vidéo britannique
- The Wild Boys de Duran Duran
  - Last Christmas de Wham!
  - Wake Me Up Before You Go-Go de Wham!

### Meilleur producteur britannique
- Trevor Horn
  - Peter Collins (en)
  - Jolley & Swain
  - Laurie Latham
  - Steve Lillywhite

### Révélation britannique
- Frankie Goes to Hollywood
  - Bronski Beat
  - Nik Kershaw

### Meilleur artiste international
- Prince and The Revolution
  - Michael Jackson
  - Lionel Richie
  - Bruce Springsteen
  - ZZ Top

### Meilleure bande originale de film
- Purple Rain de Prince and The Revolution
  - Electric Dreams de divers artistes
  - Footloose de divers artistes
  - Give My Regards to Broad Street de Paul McCartney
  - La Fille en rouge (The Woman in Red) de Stevie Wonder

### Meilleur disque de musique classique
- Les Quatre Saisons de Christopher Hogwood
  - La Flûte enchantée de Colin Davis
  - Le Tour d'écrou de Colin Davis
  - Il trovatore de Carlo Maria Giulini
  - Symphonie N° 4 de Bryden Thomson

### Meilleur disque de comédie
- Hole in My Shoe (en) de Neil
  - To Be or Not To Be de Mel Brooks
  - Rat Rapping de Roland Rat (en)
  - Ullo John! Gotta New Motor? de Alexei Sayle
  - Eat It de "Weird Al" Yankovic

### Contribution exceptionnelle à la musique
- The Police

### Prix spécial
- Bob Geldof et Midge Ure

## Artistes à nominations multiples
- 5 nominations :
  - Frankie Goes to Hollywood

- 3 nominations :
  - Bronski Beat
  - Nik Kershaw
  - Sade[Note 1]
  - Wham![Note 2]

- 2 nominations :
  - Colin Davis
  - Paul McCartney
  - Prince and The Revolution
  - Queen
  - U2

Notes :
1. ↑  Sade reçoit deux nominations comme groupe et une nomination comme artiste féminine solo
2. ↑  George Michael, chanteur de Wham!, est également nommé une fois en solo

## Artistes à récompenses multiples
- 2 récompenses :
  - Frankie Goes to Hollywood
  - Prince and The Revolution